# Daryl Fordyce
Daryl Fordyce  est un footballeur nord-irlandais né le 2 janvier 1987 à Belfast. Il joue au poste d'attaquant.

## Biographie
Le 18 janvier 2013, le Linfield FC annonce le départ de Fordyce et d'Albert Watson pour le FC Edmonton et le Canada.
En janvier 2023, Daryl Fordyce annonce mettre un terme à sa carrière sportive, à l'âge de trente-six ans.

## Palmarès
- Champion d'Irlande du Nord (IFA Premiership) en 2008-2009, 2011-2012
- Vainqueur de la Coupe d'Irlande du Nord en 2012
- Vainqueur de la Coupe de la Ligue d'Irlande du Nord en 2010